# September Mornings: Mattine di settembre
September Mornings: Mattine di settembre (Manhãs de Setembro) è una serie televisiva brasiliana di genere drammatica sviluppata da Luís Pinheiro e Dainara Toffoli. La serie è prodotta da O2 Filmes stata rilasciata su Prime Video il 25 luglio 2021. La serie è interpretata da Liniker, Thomás Aquino, Karine Teles, Paulo Miklos, Gustavo Coelho, Isabela Ordoñez, Clodd Dias e Gero Camilo.Prima stagione 5 episodi e seconda stagione 6 episodi presenti su Prime Video.

## Trama
September Mornings: Mattine di settembre racconta la storia di Cassandra, una donna transgender che lavora come autista di consegne per un'app mobile. Attualmente residente a San Paolo, ha dovuto lasciare la sua città natale per inseguire il suo sogno di diventare una cover singer di Vanusa, una cantante brasiliana degli anni '70. Dopo aver lottato per molti anni, ha finalmente trovato il suo appartamento ed è innamorata di Ivaldo. Le cose si complicano quando un'ex fidanzata, Leide, rientra nella sua vita con un ragazzo che sostiene di essere suo figlio.